# Westminster Assembly

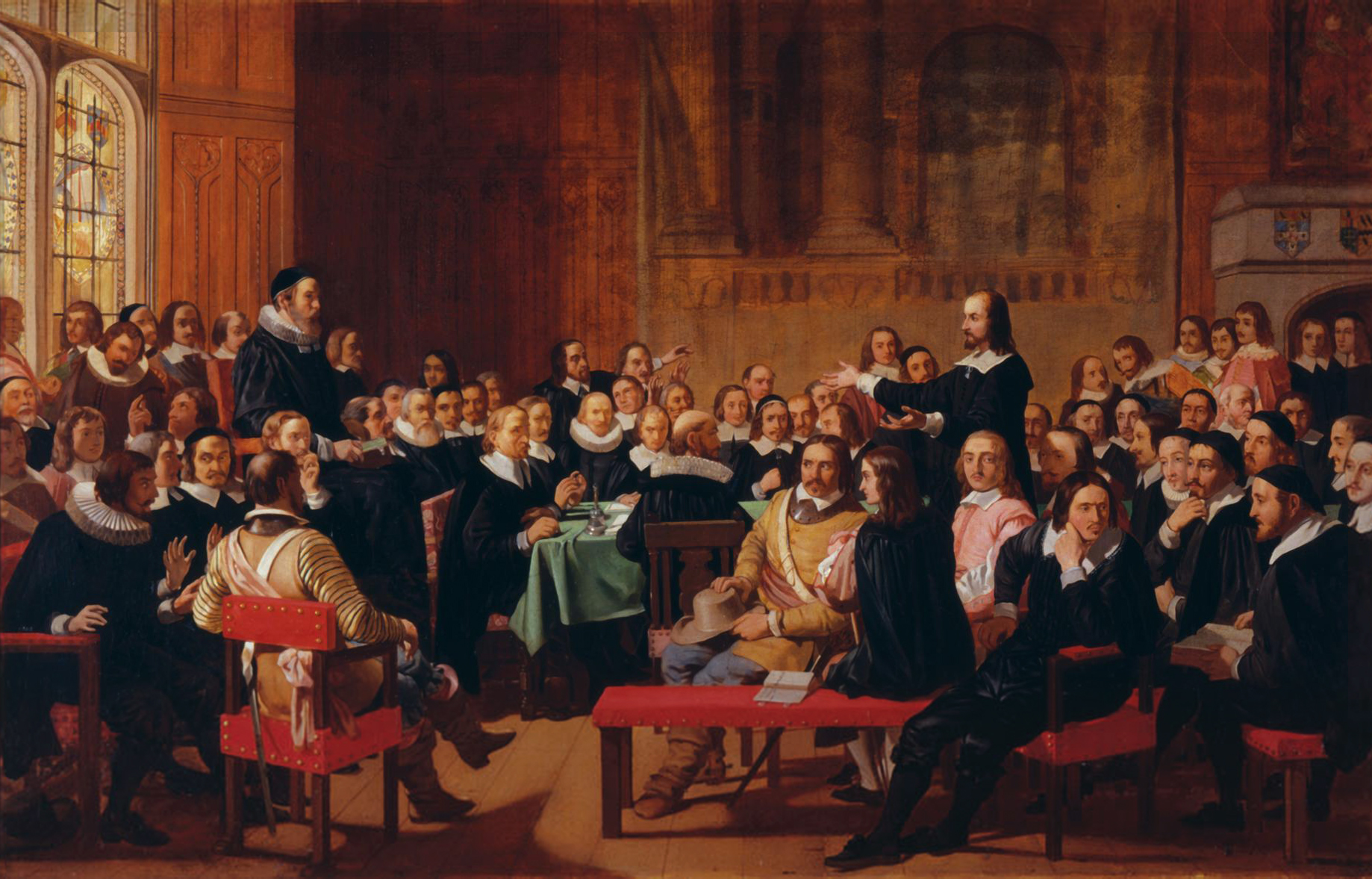
Dit schilderij van John Rogers Herbert toont een controversiële toespraak voor de Assembly door Philip Nye, gericht tegen de presbyteraanse kerkregering.

De Westminster Assembly (of Synode van Westminster) was een raad van theologen en leden van het Engelse parlement die in 1163 vergaderingen bijeen kwamen vanaf 1 juli 1643 tot 22 februari 1649. Maar liefst 121 predikanten en 30 leken werden naar de Assembly geroepen, daarbij werden er negentien later toegevoegd om diegenen te vervangen die niet aanwezig waren of de vergaderingen niet meer konden bijwonen. Ook afgevaardigden van de kerk van Schotland waren erbij betrokken. Theologen zoals Samuel Rutherford en Thomas Goodwin zijn van grote betekenis geweest. Na afloop hechtte het Engelse parlement goedkeuring aan een aantal kerkelijke documenten die de geschiedenis zouden ingaan als de "Westminster Standards", een geloofsbelijdenis Westminster Confessie, twee catechismussen (de zogenaamde grote en kleine catechismus), en een liturgisch handboek, het Directory of Public Worship, voor de kerken van Engeland en Schotland. De Westminster Assembly leverde ook een nieuw kerkbestuur op. Aanvankelijk waren de episcopalen in de meerderheid, maar uiteindelijk domineerden de presbyterianen en de congregationalisten. In Engeland bleef de invloed van de grote synodale vergadering beperkt, onder andere door de herinvoering van het episcopaat in 1660.
Buiten Engeland had en heeft het werk van deze vergadering wel een wijde uitstraling gehad. Vooral van de Kleine Catechismus verschenen veel verklaringen zoals van E. Erskine (1680-1754) R. Erskine (1685-1752) en J. Fisher (1697-1775). De invloed van de Westminster Confessie heeft vooral doorgewerkt in de Amerikaanse protestantse theologie in Schotland evenals in Nederland. In 1757 gaf Alexander Comrie een Nederlandse vertaling uit van een verklaring van de Kleine Catechismus in vraag en antwoord van Isaac Chauncy. In 1948 gaf ds. G.H. Kersten een gedeelte uit van Fisher's catechismus dat handelt over het verbond der genade. In 1971 verscheen een volledige vertaling van dit werk door J.H. Boer onder de titel De kennis der zaligheid.

## Aanleiding
Spanningen op het politieke en religieuze vlak speelden een rol dat het Engelse parlement besloot een vergadering te houden van theologen. Door tegenwerking van de koning was hier vooralsnog niet van gekomen. In juni 1643 was het Hogerhuis akkoord met de gewenste vergadering. Ook werd contact gezocht met de kerk van Schotland. Het Solemn League and Covenant van 1643 beoogde het volgende:  In Schotland het presbyterianisme behouden, de kerk van Engeland en Ierland hervormen, het rooms-katholicisme uit te roeien, de politieke vrijheden van de landen te bewaren en de koning te beschermen tegen slechte raadgevers. Nog voor het verbond met de Schotten getekend was werd de Synode van Westminster bijeengeroepen.

### Historisch
- 't Spijker, Prof. dr. W. van, e.a. De Synode van Westminster (1643-1649) (2002)

### Leerstellig
- Erskine, E, R. Erskine, J. Fisher, De kennis der zaligheid, De Kleine Catechismus van Westminster toegelicht (1ste druk 1971, 2e druk 1998)